# 成都壁虎
成都壁虎（学名：Gekko cib）一种分布于中华人民共和国四川省和贵州省等地的爬行动物，隶属于壁虎科壁虎属Japonigekko亚属。种加词源自中国科学院成都生物研究所（Chengdu Institute of Biology）的英文缩写。本种的模式标本即采集自成都生物研究所两栖爬行动物博物馆的墙壁。

## 保护
本种于2023年被收录入《有重要生态、科学、社会价值的陆生野生动物名录》。